# Phidippus tigris
Phidippus tigris là một loài nhện trong họ Salticidae.
Loài này thuộc chi Phidippus. Phidippus tigris được Edwards miêu tả năm 2004.